# Pogăceaua
Pogăceaua (Hongaars: Mezőpagocsa) is een comună in het district Mureş, Transsylvanië, Roemenië. Het is opgebouwd uit tien dorpen, namelijk:
- Bologaia
- Ciulea
- Deleni
- Fântâna Babii
- Pârâu Crucii
- Pogăceaua
- Scurta
- Sicele
- Valea Sânpetrului
- Văleni

## Demografie
In 2002 telde de comună zo'n 1.983 inwoners, in 2007 waren dit er zo'n 2.030. Dat is een stijging van 49 inwoners (+2,4%) in vijf jaar tijd. Het telde in 2007 zo'n 1.827 (90%) Roemenen, 162 (8%) Roma en 41 (2%) Hongaren.